# Mollivirus sibericum
Mollivirus sibericum — вірус велетенських розмірів, який описали у 2015 році французькі еволюційні біологи Жан-Мішель Клаврі і Шанталь Абергель у Лабораторії інформатики та структури геному Середземноморського університету (у складі Університету Екс-Марсель). Mollivirus sibericum був знайдений у пробах ґрунту, узятих на глибині 30 метрів в чукотській тундрі. На даний момент вірус заморожений і перебуває в стані анабіозу. Вік коли був заморожений вірус оцінюється у 30000 років.

## Опис
Розміри віріона (вірусної клітини) M. sibericum складають 0,6 мікрон, вірус сферичної форми. Вміст GC геному становить 651 тис. нуклеотидних пар, що кодують 523 білки. Mollivirus sibericum має спільні риси з кількома іншими гігантськими вірусами. Його форма нагадує Pithovirus, в той час як режим множення здається ближче до Pandoravirus.